# Nils Gaup

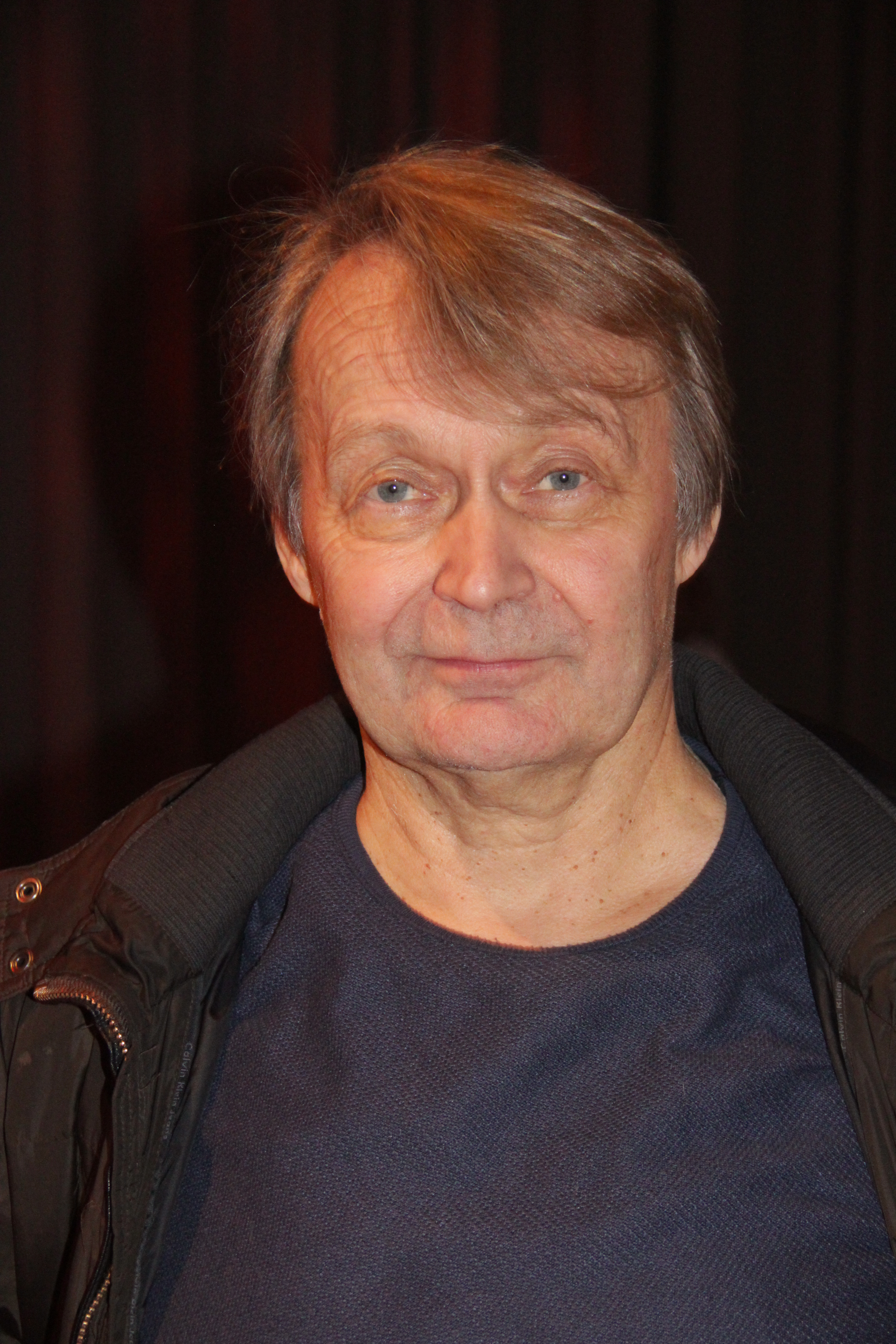
Nils Gaup

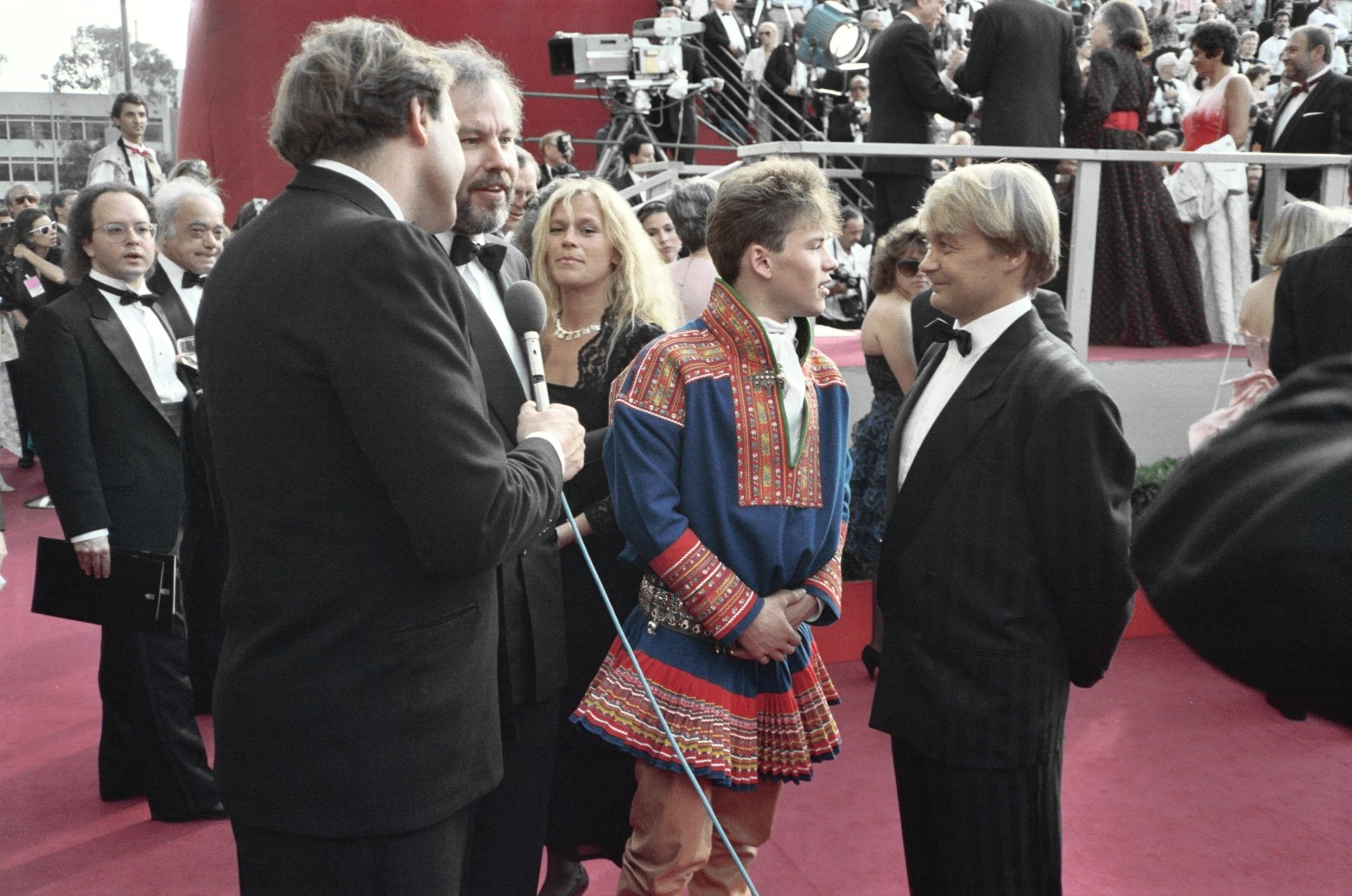
Mikkel Gaup (Mitte) und Nils Gaup (rechts) bei der Oscarverleihung 1988

Nils Gaup (* 12. April 1955 in Kautokeino, Finnmark) ist ein samisch-norwegischer Filmregisseur.

## Leben
Nils Gaup wollte ursprünglich Skispringer werden, entschied sich aber dann für eine Schauspielkarriere. Von 1974 bis 1978 besuchte er die Schauspielschule und studierte am renommierten Beaivváš Sámi Našunálateáhter in Kautokeino. Er gründete dort auch das erste Theater in nordsamischer Sprache.
Nachdem er in mehreren norwegischen Filmen als Schauspieler agierte, schrieb er 1985 das Drehbuch zu Pathfinder (samisch Ofelaš, norwegisch Veiviseren). Mit diesem Film schaffte Gaup 1987 den internationalen Durchbruch. Es war der erste in einer samischen Sprache gedrehte Kinofilm und wurde auf internationalen Festivals gefeiert. Pathfinder spielt vor etwa 1000 Jahren in der eisigen Landschaft Sápmis, wo ein junger Mann mit ansehen muss, wie seine Familie bestialisch von einem Barbarenstamm ermordet wird. Dank seiner hervorragenden Fährtensucherfähigkeiten schafft er es in einem atemberaubenden Katz-und-Maus-Spiel Rache an den Mördern zu üben. Der Film wurde 1988 für einen Auslands-Oscar nominiert und erhielt den Amanda, den wichtigsten Filmpreis Norwegens.
Anschließend drehte Gaup Gestrandet. Das von Daniel Defoes Robinson Crusoe inspirierte Piratenabenteuer wurde von Disney finanziert und basiert auf einem Jugendroman des norwegischen Schriftstellers Oluf Vilhelm Falck-Ytter (1832–1914). 1993 entstand sein bislang erfolgreichster Film Ferien mit einer Leiche. Diese rabenschwarze Komödie erhielt ebenfalls den Amanda Award und wurde 1996 unter dem Titel Kopf über Wasser mit Cameron Diaz und Harvey Keitel von Hollywood neu verfilmt.
1996 wählte Christopher Lambert Gaup als Regisseur für sein Projekt Tashunga – Gnadenlose Verfolgung. Der Film, in dem auch James Caan mitspielt, floppte sowohl bei den Kritikern als auch an der Kinokasse.
Aufgrund des Erfolges von Pathfinder wurde auch Hollywood hellhörig und so erhielt er Angebote für Filme wie Nicht ohne meine Tochter oder RoboCop 2, die er ablehnte. Nils Gaup war ursprünglich für den Kevin-Costner-Film Waterworld als Regisseur vorgesehen. Er drehte einige Szenen, entschied sich aber wegen der überbordenden Kosten, das Projekt zu verlassen.
Im Jahre 2007 drehte Gaup einen Film über die Kautokeino-Rebellion von 1852. In dieser wahren Geschichte geht es um blutige Ausschreitungen der samischen Bevölkerung gegen Kirche und Staat. Für diesen Film wurde die Hauptdarstellerin Anni-Kristiina Juuso 2008 mit dem Amanda Award ausgezeichnet.

## Filmografie (Auswahl)
- 1987: Pathfinder (Ofelaš oder Veiviseren)
- 1991: Gestrandet (Håkon Håkonsen oder Shipwrecked)
- 1993: Ferien mit einer Leiche (Hodet over vannet)
- 1996: Tashunga – Gnadenlose Verfolgung (North Star)
- 1999: Misery Harbour (Flugten fra Jante)
- 2008: Die Rebellion von Kautokeino (Kautokeino-opprøret)
- 2012: Die Legende vom Weihnachtsstern (Reisen til julestjernen)
- 2014: Glaspuppen (Glassdukkene)
- 2016: The Last King – Der Erbe des Königs (Birkebeinerne)

## Auszeichnungen und Nominierungen (Auswahl)
- 1988: Amanda – Pathfinder
- 1988: Oscar-Nominierung als bester ausländischer Film – Pathfinder
- 1994: Amanda Award – Ferien mit einer Leiche
- 1999: Nominierung für den Amanda Award – Misery Harbour
- 1999: Nominierung beim Filmfestival von Montreal – Misery Harbour
- 2008: Publikumspreis bei den 50. Nordischen Filmtagen in Lübeck – Die Rebellion von Kautokeino